# 上海红双喜
上海红双喜股份有限公司是中国的一家体育用品制造商，以其乒乓球相关产品最为著名，同时也生产羽毛球、举重等的体育相关产品。

## 名称由来
1959年，北京获得了第26届世界乒乓球锦标赛的举办权，中国希望在两年后举行的这次比赛中使用中国国产设备，当年即由上海华联乒乓球厂会同上海赛璐珞厂、四川泸州化工厂、上海市轻工业局塑料研究所和中国乒乓球厂的技术人员共同在上海设计并生产了相应器材，包括球台、球、裁判器械，次年获得了国际乒乓球联合会的认证。
由于1959年是中华人民共和国成立十周年，同年乒乓球选手容国团为中国获得了首个世界冠军，时任国务院总理周恩来更把这两件事并列为1959年中华人民共和国的两件大喜事，并由周恩来亲自将品牌名称定为“红双喜”，采用双喜图案作为商标。红双喜器材在之后的第26届世乒乓赛中使用，红双喜成为中国第一个进入国际顶级赛事的运动品牌。

## 发展历史
红双喜的历史可追溯到成立于1946年的上海华联乒乓球厂。1966年，公私合营的华联乒乓球厂改为全民所有制（国营）的上海乒乓球厂。1995年，上海乒乓球厂、上海球拍厂、上海体育器材一厂和三厂等合并为上海红双喜体育用品总厂，同年引进香港资金成立上海红双喜冠都体育用品有限公司，并在2005年成为股份制公司。2007年，李宁有限公司获得红双喜57.5%的股权。
2021年4月，上海红双喜股份有限公司成被执行人，执行标的超50万。

## 产品

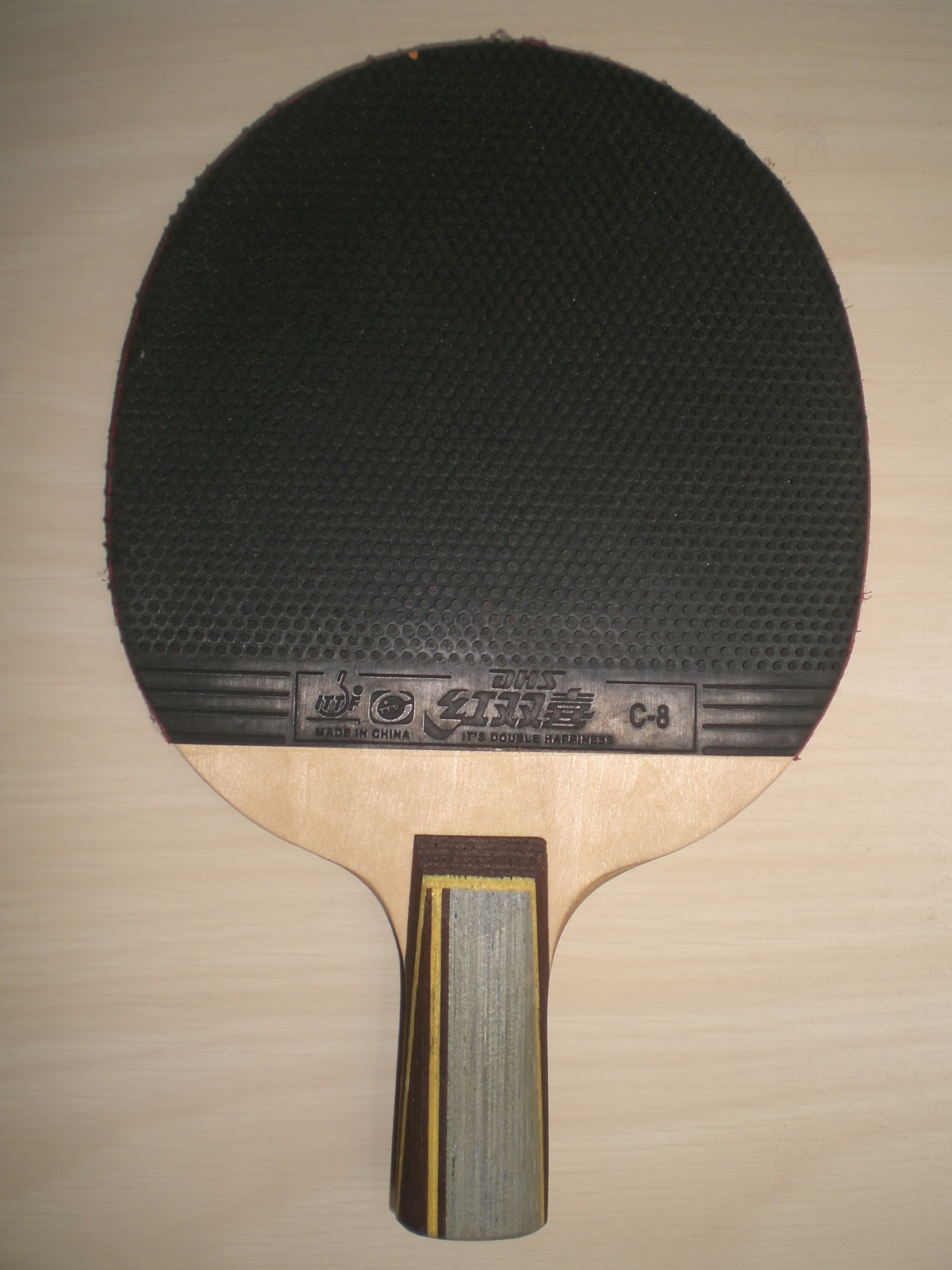
红双喜乒乓球拍

红双喜产品以乒乓球系列最为出名，同时羽毛球和举重产品也是重要发展方向。

### 乒乓球产品
红双喜生产乒乓球、乒乓球拍、底板、套胶、球台等产品，在全球的大众乒乓球市场占有一半以上的市场份额。截至2012年，红双喜12次成为世界乒乓球锦标赛的指定赛事器材供应商。自2000年起的4届奥运会乒乓球比赛上，红双喜均为器材供应商。

### 羽毛球产品
2004年，红双喜的羽毛球产品获得国际羽毛球联合会批准，2008年为奥运羽毛球比赛的供应商。

### 举重产品
2005年，红双喜举重器材获得国际举重联合会批准为A级杠铃，红双喜也成为2008年北京奥运会举重比赛的器材供应商。
其他还有足球、排球、篮球、网球等相关产品。